# Plagodis iris
Plagodis iris är en fjärilsart som beskrevs av Rupert 1949. Plagodis iris ingår i släktet Plagodis och familjen mätare. Inga underarter finns listade i Catalogue of Life.